# Evan Fournier
Pour les articles homonymes, voir Fournier.
Evan Mehdi Fournier, né le 29 octobre 1992 à Saint-Maurice dans le Val-de-Marne, est un joueur international français de basket-ball. Il évolue au poste d'arrière voire d'ailier.

## Biographie

### Débuts
Evan Mehdi Fournier est le fils de François Fournier et de Meriem Moktaa, dont la famille est originaire de Souk Ahras en Algérie,,. Ses deux parents sont des judokas de haut niveau qui se sont connus à l'INSEP. Evan Fournier commence à jouer au basket-ball à 7 ans.
Evan Fournier signe sa première licence de basket-ball en 2000 à Charenton-le-Pont (Val-de-Marne). Il poursuit sa formation au Centre fédéral (INSEP) entre 2007 et 2009. Il intègre ensuite la Jeunesse sportive des Fontenelles de Nanterre qui évolue en Pro B lors de la saison 2009-2010 et est élu meilleur jeune du championnat de Pro B.

### En Pro A
En 2010, il rejoint Poitiers et la première division du championnat de France où il joue en moyenne 15 minutes par rencontre (pour 6,3 points).
En avril 2011, il participe au Nike Hoop Summit et est sélectionné dans le cinq de départ. La sélection américaine s'impose et Evan Fournier fait un match « moyen » et finit la rencontre avec 6 points et 6 rebonds.
En janvier 2012, Evan Fournier est pour la première fois choisi dans le « cinq idéal » de Pro A grâce à ses 16 points, 6 rebonds et 7 passes décisives (23 d'évaluation) face à l'Élan béarnais Pau-Lacq-Orthez.
Il est élu joueur du mois de mars 2012 de Pro A. En mai, il remporte les trophées de joueur ayant le plus progressé en Pro A ainsi que celui de meilleur jeune de Pro A.

### En NBA

#### Nuggets de Denver (2012-2014)
Evan Fournier se présente à la draft 2012 de la NBA, et est sélectionné en vingtième position par les Nuggets de Denver. Sa présence en NBA parait compromise pour la saison 2012-2013 après les déclarations du General Manager des Nuggets et surtout de l'entraîneur George Karl qui estime que Fournier ne jouera que très peu,. Toutefois, le 12 juillet 2012, il signe un contrat d'environ 3,5 millions de dollars sur trois ans avec les Nuggets.
Vers la fin de la saison régulière, Evan Fournier établit un nouveau record de point : 19 (en 21 minutes). Peu après, bénéficiant de l'absence de Ty Lawson, il marque 18 points en 21 minutes, puis 17 points et 5 passes décisives en 23 minutes et enfin 24 points (tout en étant titulaire),,,.
Finalement, sa première saison dans la ligue nord-américaine se solde par 38 rencontres disputées, dont 5 dans le cinq majeur. Il dispute en moyenne 11,3 minutes, inscrit 5,3 points, capte 0,9 rebond, délivre 1,2 passe décisive et subit 0,8 perte de balle. En playoffs, il dispute quatre rencontres, les quatre dans le cinq de départ, pour 13,3 minutes, 4,8 points et 1 passe. Toutefois, après avoir disputé les quatre premiers matchs de la série opposant son équipe aux Warriors de Golden State, il ne rentre plus sur le terrain lors des deux dernières rencontres de la série, finalement remportée par les Warriors sur le score de quatre à deux.
Lors du début de la saison 2013-2014, les Nuggets lèvent l'option qu'ils possèdent sur son contrat, pour le prolonger jusqu'au terme de la saison 2014-2015. Le 18 février, lors de la défaite des siens contre les Suns de Phoenix, il réalise son meilleur match offensif en carrière en marquant 25 points, prenant 8 rebonds et distribuant deux passes décisives. Le 23 février, lors de la défaite des siens contre les Kings de Sacramento, il bat de nouveau ce record en inscrivant 27 points. Le onzième bilan de sa franchise en conférence Ouest, 36 victoires pour 46 défaites, le prive d'une participation aux playoffs. Sur le plan individuel, il termine avec des moyennes de 8,4 points, 2,7 rebonds, 1,5 passe, 0,4 interception, et 1,3 perte de balles en 19 minutes 8, disputant 76 rencontres dont 4 dans le cinq de départ.

#### Magic d'Orlando (2014-2021)
En juin 2014, le soir de la draft 2014 de la NBA, il rejoint le Magic d'Orlando avec Roy Devyn Marble contre le joueur du Magic Arron Afflalo.
Lors de la saison 2014-2015, le Magic ne parvient pas à se qualifier pour les playoffs. Fournier réalise un bon début de saison avec le Magic, mais ne joue que 58 matchs à cause d'une blessure récurrente.
La saison NBA 2015-2016 marque une véritable montée en puissance de la part d'Evan Fournier, qui marque environ 15 points par match et devient un élément important du Magic d'Orlando en étant titulaire la plupart du temps. Cependant, sa franchise ne parvient toujours pas à se qualifier pour les playoffs NBA au terme de la saison régulière.
Durant l'intersaison précédant la saison NBA 2016-2017, les coéquipiers d'Evan Fournier au Magic, Victor Oladipo, Ersan İlyasova et Domantas Sabonis partent au Thunder d'Oklahoma City en échange de Serge Ibaka. La place de titulaire d'Oladipo au Magic est ainsi prise par Fournier,.
Lors de la saison 2018-2019, Evan Fournier marque moins et ses pourcentages de réussite au tir sont en baisse, il reste néanmoins un titulaire fiable avec un peu plus de 15 points par match de moyenne et réalise même sa meilleure saison en termes de passes décisives avec 3,6 par rencontre. Il est investi de plus de responsabilités défensives, il est souvent amené au cours de la saison à défendre le meilleur extérieur adverse[réf. nécessaire].
Collectivement, la saison du Magic est une réussite puisque l'équipe termine la saison régulière avec 42 victoires et se hisse en septième position de la Conférence Est, place significative de qualification pour les playoffs NBA et cela pour la première fois après sept années d'attente. Evan Fournier et ses coéquipiers affrontent les Raptors de Toronto et, malgré un premier match remporté au Canada, s'inclinent 4-1. Au cours de cette série, Evan Fournier tourne à seulement 12,4 points, 2 passes et 3 rebonds par match.

#### Celtics de Boston (mars 2021-août 2021)
Le 25 mars 2021, le jour de la fermeture du marché des transferts, Evan Fournier est envoyé aux Celtics de Boston en échange de deux seconds tours de draft.
Il dispute son premier match avec Boston le 29 mars face aux Pelicans de La Nouvelle-Orléans et ne peut éviter la défaite des siens 115 à 109. Ses débuts sont décevants, Fournier n'ayant marqué aucun point lors de la rencontre terminant même à 0 sur 10 aux tirs dont 0 sur 5 à trois points. Son deuxième match avec les Celtics est également en demi-teinte puisqu'il ne marque que 6 points en 30 minutes de jeu dans la défaite de Boston face aux Mavericks de Dallas (113-108). Lors de son troisième match face aux Rockets de Houston, il marque 23 points et réalise un record en carrière au nombre de tirs à trois points réussis où il inscrit sept tirs primés dont 6 dans le dernier quart-temps.

#### Knicks de New York (2021-2024)
Agent libre à l'été 2021, Evan Fournier signe un contrat de 78 millions de dollars sur quatre ans avec les Knicks de New York,. Lors du premier match de la saison face à son ancienne équipe, les Celtics de Boston, il égale son record en carrière en inscrivant 32 points au Madison Square Garden, les Knicks gagnent ce match après deux prolongations. Le 6 janvier 2022, il bat à nouveau son record en carrière, une nouvelle fois face aux Celtics, en inscrivant 41 points à 10/14 à trois points. Toujours dans la même saison, il dépasse John Starks au niveau du nombre de paniers à trois points inscrits dans la saison et établit un nouveau record de franchise. Il finit la saison avec 239 paniers à trois points marqués (en 79 matches). Les Knicks ne participent pas aux playoffs.
Fournier est mis à l'écart de l'équipe par son entraîneur Tom Thibodeau au bout de 13 rencontres de la saison 2022-2023. Il ne joue alors que ponctuellement et ne prend part qu'à 27 matchs de la saison, son total le plus bas de sa carrière en NBA. Toujours écarté en début de saison 2023-2024, il participe à son premier match le 17 novembre.

#### Pistons de Détroit (2024)
Il est finalement transféré le 8 février 2024, jour de la fermeture du marché des transferts, aux Pistons de Détroit avec Quentin Grimes, Malachi Flynn et Ryan Arcidiacono contre Bojan Bogdanović et Alec Burks,.

### Retour en Europe

#### Olympiakós (depuis 2024)
Le 2 septembre 2024, Evan Fournier fait son retour en Europe et signe avec l'Olympiakós, club grec évoluant en Euroligue, pour deux saisons. Battu en demi-finale du Final Four de l'Euroligue par l'AS Monaco, rencontre où il est le meilleur marqueur avec 31 points, il devient champion de Grèce après une série victorieuse 3 à 1 sur le rival du Panathinaïkos. Lors de cette série, il est expulsé lors de la troisième rencontre pour des gestes obscènes envers les supporters adverses.

### En sélection nationale
Il est sélectionné dans l'équipe de France qui participe au Championnat d'Europe des 18 ans et moins 2009. La France obtient la médaille d'argent, battue par la Serbie. Il est sélectionné dans le meilleur cinq de cet Euro (avec le MVP Enes Kanter, Dejan Musli, Toni Prostran et Jonas Valančiūnas).
En juillet 2011, il joue avec l'équipe de France qui dispute le championnat d'Europe des 20 ans et moins en Espagne. L'équipe concède une seule défaite lors de cette compétition, 77 à 66 face à l'Italie en demi-finale avec 19 points de Fournier avec 7 réussites sur 22 tentatives aux tirs, dont 1 sur 7 à trois points et remporte la médaille de bronze en s'imposant face à la Russie. Fournier marque en moyenne 16,9 points et est nommé dans le meilleur cinq de la compétition avec le meilleur joueur, l'Espagnol Nikola Mirotić, l'Italien Alessandro Gentile, le Turc Furkan Aldemir et le Monténégrin Bojan Dubljević.
En juin 2013, il est pré-sélectionné par l'entraîneur de l'équipe de France Vincent Collet parmi une liste de 17 joueurs susceptibles de participer au championnat d'Europe 2013 mais n'est pas conservé dans l'effectif final.
Le 16 mai 2014, il fait partie de la liste des vingt-quatre joueurs pré-sélectionnés pour la participation à la Coupe du monde 2014 en Espagne.
Fournier participe à l'Eurobasket 2015 en France. Battus par l'Espagne en demi-finale, les Français remportent la médaille de bronze en battant la Serbie lors du match pour la troisième place.
Evan Fournier participe à la coupe du monde 2019, lors de laquelle la France bat les États-Unis en quart de finale avant de perdre en demi-finale contre l'Argentine. La France remporte la médaille de bronze en battant l'Australie lors du match pour la troisième place. Fournier est nommé dans le cinq majeur de la compétition.
Il est appelé en 2021 par l'équipe de France pour jouer les Jeux olympiques de Tokyo 2020 (reportés d'un an en raison de la pandémie de Covid-19). La France gagne son premier match face aux États-Unis notamment grâce à Fournier qui termine meilleur marqueur de la rencontre. La France atteint la finale mais perd face aux États-Unis. Evan Fournier termine meilleur marqueur français de la compétition.

## Palmarès

### Euroleague
Olympiakós : 
- Champion de Grèce : 2025[45]
- Vainqueur de la Supercoupe de Grèce : 2024

### Sélection nationale
- Médaille d’argent aux Jeux olympiques en 2024 à Paris.
- Médaille d’argent au championnat d'Europe 2022 en Allemagne.
- Médaille d’argent aux Jeux olympiques en 2021 à Tokyo.
- Médaille de bronze à la coupe du monde 2019 en Chine.
- Médaille de bronze au championnat d'Europe 2015 en France.
- Médaille de bronze à la coupe du monde 2014 en Espagne.
- Médaille de bronze au championnat d'Europe avec l'équipe de France Espoir en 2011 en Espagne.
- Médaille d'argent au championnat d'Europe avec l'équipe de France Junior en 2009 à Metz.

### Distinctions individuelles
- Élu meilleur espoir de Pro A 2010-2011[53] et 2011-2012[54].
- Élu meilleure progression de Pro A 2010-2011[53] et 2011-2012[54].
- Élu dans le « cinq idéal » de la 15e journée de Pro A 2011-2012[9].
- Élu joueur de Pro A du mois de mars 2012[10].
- Élu dans le « cinq idéal » de la coupe du monde 2019.
- Chevalier de l'ordre national du Mérite (décret du 8 septembre 2021)[55]
- Record de franchise des Knicks de New York du nombre de paniers à trois points inscrits en une saison (2021-2022).
- Élu dans la All-EuroLeague Second Team (deuxième cinq majeur) en 2024-2025.
- Nommé MVP du match 4 des quarts de finale des playoffs de l'Euroligue 2024-2025.

## Statistiques

### En LNB
| Saison    | Équipe   | Division | Matchs | Titul. | Min./m | % Tir | % 3pts | % LF | Rbds/m | Pass/m | Int/m | Ctr/m | Pts/m |
| --------- | -------- | -------- | ------ | ------ | ------ | ----- | ------ | ---- | ------ | ------ | ----- | ----- | ----- |
| 2009-2010 | Nanterre | Pro B    | 31     |        | 13,0   | 44,7  | 30,4   | 81,1 | 1,0    | 1,2    | 0,4   | 0,0   | 4,7   |
| 2010-2011 | Poitiers | Pro A    | 29     | 1      | 14,0   | 44,6  | 21,7   | 84,1 | 2,1    | 0,7    | 0,7   | 0,1   | 6,4   |
| 2011-2012 | Poitiers | Pro A    | 30     | 18     | 26,0   | 42,5  | 27,7   | 75,4 | 3,20   | 2,20   | 1,50  | 0,13  | 14,03 |

### En NBA

#### Saison régulière
Statistiques en saison régulière d'Evan Fournier :
| Saison    | Équipe   | Matchs | Titul. | Min./m | % Tir | % 3pts | % LF  | Rbds/m. | Pass/m. | Int/m. | Ctr/m. | Pts/m. |
| --------- | -------- | ------ | ------ | ------ | ----- | ------ | ----- | ------- | ------- | ------ | ------ | ------ |
| 2012-2013 | Denver   | 38     | 4      | 11,3   | 49,3  | 40,7   | 76,9  | 0,92    | 1,16    | 0,50   | 0,03   | 5,32   |
| 2013-2014 | Denver   | 76     | 4      | 19,8   | 41,9  | 37,6   | 75,6  | 2,66    | 1,47    | 0,45   | 0,09   | 8,39   |
| 2014-2015 | Orlando  | 58     | 32     | 28,6   | 44,0  | 37,8   | 72,8  | 2,64    | 2,07    | 0,69   | 0,03   | 12,03  |
| 2015-2016 | Orlando  | 79     | 71     | 32,5   | 46,2  | 40,0   | 83,6  | 2,85    | 2,70    | 1,22   | 0,03   | 15,35  |
| 2016-2017 | Orlando  | 68     | 66     | 32,8   | 43,9  | 35,6   | 80,5  | 3,07    | 2,97    | 0,97   | 0,06   | 17,16  |
| 2017-2018 | Orlando  | 57     | 57     | 32,2   | 45,9  | 37,9   | 86,7  | 3,16    | 2,89    | 0,82   | 0,28   | 17,77  |
| 2018-2019 | Orlando  | 81     | 81     | 31,5   | 43,8  | 34,0   | 80,6  | 3,19    | 3,64    | 0,88   | 0,15   | 15,14  |
| 2019-2020 | Orlando  | 66     | 66     | 31,4   | 46,7  | 39,9   | 81,8  | 2,59    | 3,17    | 1,08   | 0,23   | 18,50  |
| 2020-2021 | Orlando  | 26     | 26     | 30,3   | 46,1  | 38,8   | 79,7  | 2,88    | 3,65    | 1,04   | 0,35   | 19,65  |
| 2020-2021 | Boston   | 16     | 10     | 29,5   | 44,8  | 46,3   | 71,4  | 3,31    | 3,06    | 1,25   | 0,62   | 13,00  |
| 2021-2022 | New York | 80     | 80     | 29,5   | 41,7  | 38,9   | 70,8  | 2,60    | 2,10    | 1,00   | 0,30   | 14,10  |
| 2022-2023 | New York | 27     | 7      | 17,0   | 33,7  | 30,7   | 85,7  | 1,80    | 1,30    | 0,60   | 0,10   | 6,10   |
| 2023-2024 | New York | 3      | 0      | 13,0   | 20,0  | 13,3   | 100,0 | 1,30    | 1,00    | 1,30   | 0,00   | 4,00   |
| 2023-2024 | Détroit  | 29     | 0      | 18,7   | 37,3  | 27,0   | 79,4  | 1,90    | 1,60    | 0,90   | 0,20   | 7,20   |
| Total     | Total    | 704    | 504    | 27,7   | 44,1  | 37,4   | 79,9  | 2,70    | 2,50    | 0,90   | 0,20   | 13,60  |

#### Playoffs
Statistiques en Playoffs d'Evan Fournier :
| Saison | Équipe  | Matchs | Titul. | Min./m | % Tir | % 3pts | % LF | Rbds/m. | Pass/m. | Int/m. | Ctr/m. | Pts/m. |
| ------ | ------- | ------ | ------ | ------ | ----- | ------ | ---- | ------- | ------- | ------ | ------ | ------ |
| 2013   | Denver  | 4      | 4      | 13,3   | 35,3  | 0,00   | 87,5 | 0,00    | 1,00    | 0,50   | 0,00   | 4,75   |
| 2019   | Orlando | 5      | 5      | 35,0   | 34,8  | 23,5   | 75,0 | 3,20    | 2,00    | 1,40   | 0,00   | 12,40  |
| 2020   | Orlando | 5      | 5      | 34,1   | 35,1  | 34,3   | 70,6 | 4,00    | 2,60    | 1,20   | 0,60   | 12,80  |
| 2021   | Boston  | 5      | 5      | 33,3   | 42,9  | 43,3   | 83,3 | 3,60    | 1,40    | 1,20   | 0,00   | 15,40  |
| Total  | Total   | 19     | 19     | 29,8   | 37,4  | 30,8   | 77,8 | 2,84    | 1,79    | 1,11   | 0,16   | 11,68  |

## Records sur une rencontre en NBA
Les records personnels d'Evan Fournier en NBA sont les suivants, :
| Type de statistique        | Saison régulière | Saison régulière     | Saison régulière | Playoffs | Playoffs             | Playoffs      |
| Type de statistique        | Record           | Adversaire           | Date             | Record   | Adversaire           | Date          |
| -------------------------- | ---------------- | -------------------- | ---------------- | -------- | -------------------- | ------------- |
| Points                     | 41               | Celtics de Boston    | 6 janvier 2022   | 19       | Raptors de Toronto   | 21 avril 2019 |
| Paniers marqués            | 15               | Celtics de Boston    | 6 janvier 2022   | 8        | 2 fois               | 2 fois        |
| Paniers tentés             | 25               | 2 fois               | 2 fois           | 18       | @ Raptors de Toronto | 13 avril 2019 |
| Paniers à 3 points réussis | 10               | Celtics de Boston    | 6 janvier 2022   | 4        | 2 fois               | 2 fois        |
| Paniers à 3 points tentés  | 14               | Celtics de Boston    | 6 janvier 2022   | 9        | 2 fois               | 2 fois        |
| Lancers francs réussis     | 12               | 4 fois               | 4 fois           | 5        | 2 fois               | 2 fois        |
| Lancers francs tentés      | 15               | Heat de Miami        | 8 avril 2016     | 7        | @ Bucks de Milwaukee | 29 août 2020  |
| Rebonds offensifs          | 3                | 13 fois              | 13 fois          | 3        | @ Raptors de Toronto | 16 avril 2019 |
| Rebonds défensifs          | 8                | Grizzlies de Memphis | 22 mars 2019     | 7        | Bucks de Milwaukee   | 24 août 2020  |
| Rebonds totaux             | 10               | Raptors de Toronto   | 3 février 2017   | 8        | Bucks de Milwaukee   | 24 août 2020  |
| Passes décisives           | 10               | @ Celtics de Boston  | 22 octobre 2018  | 5        | @ Bucks de Milwaukee | 18 août 2020  |
| Interceptions              | 5                | 3 fois               | 3 fois           | 3        | @ Bucks de Milwaukee | 20 août 2020  |
| Contres                    | 3                | Kings de Sacramento  | 27 janvier 2021  | 2        | Bucks de Milwaukee   | 24 août 2020  |
| Balles perdues             | 7                | 2 fois               | 2 fois           | 4        | Raptors de Toronto   | 21 avril 2019 |
| Minutes jouées             | 46               | Heat de Miami        | 8 avril 2016     | 39       | @ Nets de Brooklyn   | 22 mai 2021   |

- Double-double : 2
- Triple-double : 0

Dernière mise à jour : 2 avril 2024

## Salaires
Les gains d'Evan Fournier en NBA sont les suivants :
| Saison      | Équipe                              | Salaire       |
| ----------- | ----------------------------------- | ------------- |
| 2012-2013   | Nuggets de Denver                   | 1 361 400 $   |
| 2013-2014   | Nuggets de Denver                   | 1 422 720 $   |
| 2014-2015*  | Magic d'Orlando                     | 1 483 920 $   |
| 2015-2016   | Magic d'Orlando                     | 2 288 205 $   |
| 2016-2017   | Magic d'Orlando                     | 17 000 000 $  |
| 2017-2018   | Magic d'Orlando                     | 17 000 000 $  |
| 2018-2019   | Magic d'Orlando                     | 17 000 000 $  |
| 2019-2020   | Magic d'Orlando                     | 17 000 000 $  |
| 2020-2021   | Magic d'Orlando / Celtics de Boston | 17 450 000 $  |
| 2021-2022   | Knicks de New York                  | 17 142 857 $  |
| 2022-2023   | Knicks de New York                  | 18 000 000 $  |
| Total Gains | Total Gains                         | 127 149 102 $ |
| 2023-2024   | Pistons de Détroit                  | 18 857 143 $  |
| 2024-2025   | Pistons de Détroit                  | 19 000 000 $  |

Note : * Pour la saison 2014-2015, le salaire moyen d'un joueur évoluant en NBA est de 4 500 000 $.